# Награды Чехии

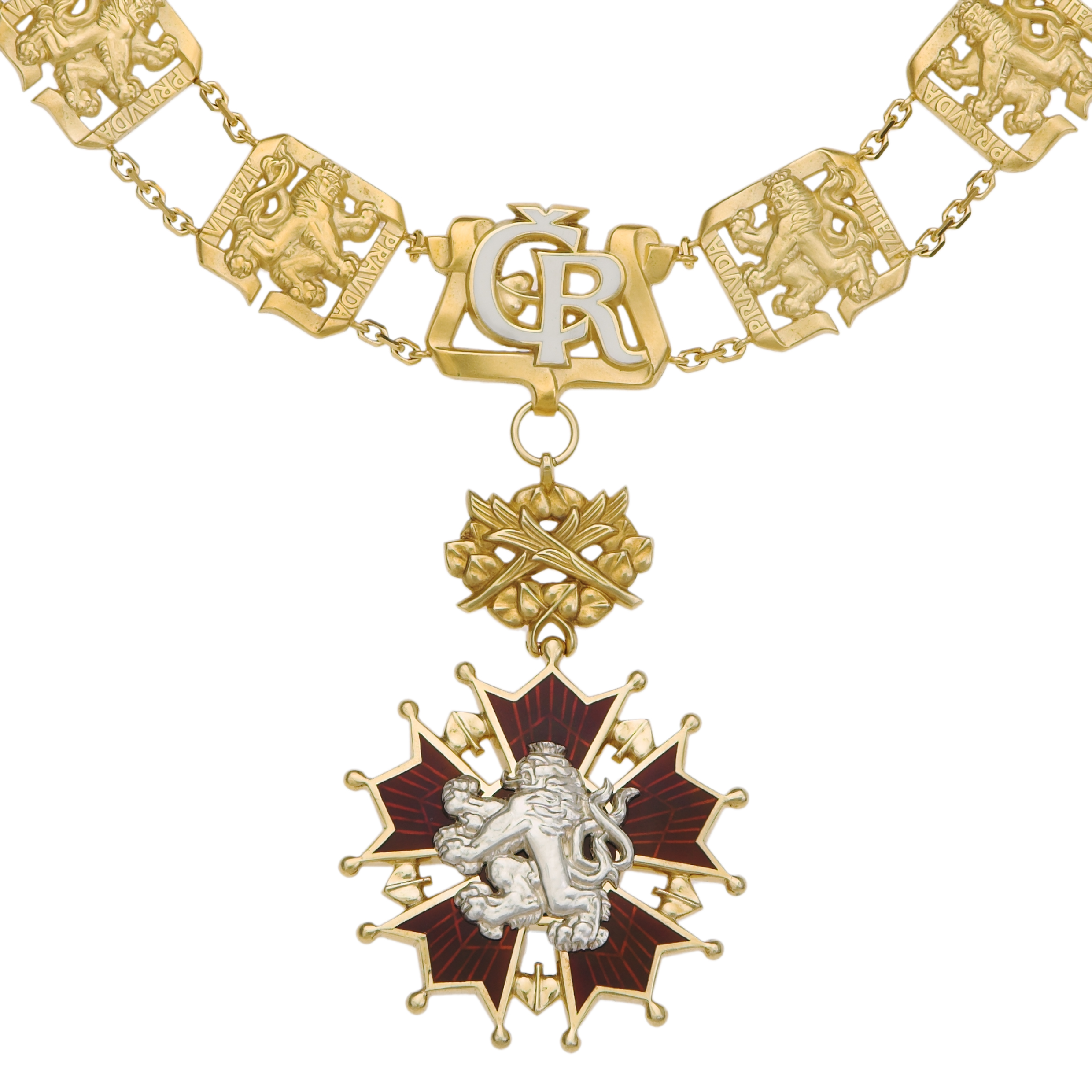
Большой Крест Ордена Белого льва

Награды Чехии — совокупность государственных и ведомственных орденов, медалей, крестов, знаков отличия, премий Чешской республики.

## Ордена Чехии
| Лента | Орден                         | Основан        |
| ----- | ----------------------------- | -------------- |
|       | Орден Белого льва             | 7 декабря 1922 |
|       | Орден Томаша Гаррига Масарика | 1990           |

## Медали Чехии
| Лента | Медаль              | Основан |
| ----- | ------------------- | ------- |
|       | Медаль «За героизм» | 1990    |
|       | Медаль «За заслуги» | 1990    |

## Кресты Чехии
| Лента | Крест                                                              | Основан          |
| ----- | ------------------------------------------------------------------ | ---------------- |
|       | Похвальный крест Министра обороны Чешской Республики               | 16 декабря 1996  |
|       | Крест министра обороны Чешской Республики «За оборону государства» | 30 сентября 2008 |